# Argonauta (sommergibile 1914)
L'Argonauta è stato un sommergibile della Regia Marina.

## Caratteristiche e costruzione
L'Argonauta – unità del tipo «a doppio scafo parziale» – si basava sostanzialmente sul progetto della classe Medusa progettata dall'ingegner Cesare Laurenti presso i cantieri navali della Fiat San Giorgio di La Spezia, tuttavia presentava delle sostanziali differenze con questi ultimi.
Infatti su richiesta dei russi (che avevano ordinato l'unità) furono apportate alcune modifiche atte a migliorare le qualità del sommergibile e ad eliminare alcuni difetti della classe Medusa. Fu dunque installato un secondo periscopio e di conseguenza fu modificata anche la torretta; fu poi ampliata la camera di manovra dove venne installata una nuova bussola a riflessione e un innovativo dispositivo per le segnalazioni subacquee; la sentina fu dotata di nuove pompe e furono introdotti i timoni orizzontali retrattili. Vennero rivisti anche i motori, vero punto debole della classe Medusa a causa della loro scarsa affidabilità.

## Storia
Inizialmente il battello F 43 fu costruito su commissione della marina zarista, vera ammiratrice dell'industria sommergibilistica italiana, e denominato Svyatoi Georgiy (San Giorgio).
Tuttavia l'F 43 non fu mai consegnato. Infatti, al momento del completamento, la Russia, insieme a Francia e Gran Bretagna, aveva dichiarato guerra agli imperi centrali; ancora neutrale, l'Italia si trovò quindi impossibilitata a consegnare l'unità per non compromettere le proprie relazioni internazionali con l'Impero Austro Ungarico e la Germania. La Russia si dimostrò più che comprensiva e rinunciò al sommergibile che nel dicembre del 1914 fu acquistato dalla Regia Marina e denominato Argonauta.

### Il caso Belloni
L'ingegnere Angelo Maria Belloni, alle dipendenze dei cantieri Fiat San Giorgio come responsabile delle prove in mare dei nuovi sommergibili, era considerato all'unanimità uno dei migliori esperti del mondo nel suo campo. Rinomate erano infatti le sue conoscenze di ogni singolo componente dei sommergibili da lui provati e la perizia con cui procedeva ai collaudi; queste sue qualità gli valsero la stima dell'intero cantiere e dei vertici delle marine mondiali che acquistavano le unità varate dagli stabilimenti del Muggiano. Tuttavia sin da giovane aveva manifestato spiccate tendenze irredentiste che erano culminate in infiammati discorsi in occasione di alcune sue visite a Trieste e in Croazia ai primi del '900, tendenze che, con il suo trasferimento a La Spezia, vennero accentuate dagli ambienti futuristi e dai discorsi in favore della guerra di Gabriele D'Annunzio.
Allo scoppio della prima guerra mondiale, disgustato dalla titubanza della classe politica riguardo ad una possibile partecipazione dell'Italia al conflitto, progettò un'impresa che avrebbe dovuto rappresentare il casus belli per un conflitto contro l'Impero Austro Ungarico e la conseguente liberazione delle popolazioni italiane e slave ancora sotto il giogo imperiale: sottrarre il battello F 43 (di cui era il comandante provvisorio per le prove) di nascosto, recarsi in un porto francese della Corsica per rifornirsi di siluri e raggiungere l'Adriatico dove avrebbe attaccato le navi austroungariche all'àncora presso Pola.
Egli faceva affidamento sulla stampa che, secondo lui, avrebbe dato talmente tanto risalto alla vicenda da convincere l'opinione pubblica a mobilitarsi in favore della guerra. In realtà l'impatto mediatico non fu tale da mobilitare le masse, ma avrebbe comunque fatto sì che parte degli italiani si convincesse del fatto che l'atteggiamento ambiguo nei confronti della guerra fosse il segno dell'inadeguatezza della classe politica italiana.
Il progetto di Belloni prese avvio verso la fine di settembre, quando l'F 43 avrebbe intrapreso la fase finale dei collaudi. La partenza, che era stata rinviata di alcuni giorni, avvenne il 3 ottobre e al porto nessuno sospettò nulla quando il battello uscì dal porto in quanto per quel giorno erano previsti dei collaudi che avrebbero tenuto il battello in alto mare per circa tre ore. Belloni aveva lasciato completamente all'oscuro dei suoi progetti i 15 uomini di equipaggio e solo dopo la partenza fece cenno ad alcuni ordini segreti che gli erano stati recapitati e che lo incaricavano di una missione importante. La sera del 3 ottobre Belloni giunse in vista del porto di Ile Rousse dove le autorità francesi acconsentirono a far ormeggiare il sommergibile nel porto per la notte. La mattina seguente Belloni fece rotta su Ajaccio dove le autorità portuali lasciarono che il battello, considerato appartenente alla marina mercantile in quanto disarmato, riprendesse il mare la sera dello stesso giorno. Tuttavia, subito dopo esser salpato dalla città corsa, alcuni membri dell'equipaggio cominciarono a sospettare che ci fosse qualcosa che non andava e così cominciarono ad interrogare Belloni su quale fosse il vero fine di quella missione; a quel punto l'ingegnere, resosi conto che la sua missione era troppo rischiosa e che non poteva coinvolgere nei suoi piani l'ignaro equipaggio, decise di tornare ad Ajaccio dove venne fermato fino all'arrivo delle autorità italiane.
Al suo ritorno in Italia Belloni venne sottoposto a processo per il furto dell'F 43 ma si concluse con l'assoluzione dell'imputato per l'inesistenza del reato anche grazie ad alcune simpatie suscitate nell'opinione pubblica che ormai era sempre più a favore della partecipazione alla guerra.

### Servizio
Il sommergibile fu acquistato dalla Regia Marina nel dicembre 1914. Nel febbraio 1915 fu destinato alla II Squadriglia Sommergibili ed il 1º marzo fu trasferito a Brindisi, dove divenne caposquadriglia agli ordini del capitano di fregata Carlo Cattaneo.
All'inizio della prima guerra mondiale aveva dislocazione ad Ancona, agli ordini del capitano di corvetta Vaccaneo.

Il suo esordio in guerra fu alquanto sfortunato: il 24 maggio 1915 si trovava infatti nel porto di Ancona (secondo gli ordini, quel giorno si sarebbe dovuto porre in agguato difensivo nelle acque antistanti tale città) quando alcune navi della k.u.k. Kriegsmarine iniziarono a bombardare pesantemente la città. Il comandante tentò di uscire dal porto per intercettare gli attaccanti ma lo scafo, come annotato nel giornale di bordo, rimase 
 Al comandante quindi non restò che osservare impotente la flotta nemica allontanarsi; è da notare comunque che fu probabilmente anche l'avvistamento dell’Argonauta, unitamente all'arrivo del dirigibile Città di Ferrara, ad indurre le navi avversarie a sospendere il bombardamento e rientrare.
Nel 1916 il comandante divenne il tenente di vascello Giulio Diaz e l’Argonauta prese base a Venezia.
Il 15 febbraio di quell'anno s'imbatté in un aereo italiano costretto ad ammarare e lo trainò ad Ancona.
Ad inizio 1917 l’Argonauta, inquadrato nella I Squadriglia di Venezia, aveva come comandante il tenente di vascello Diaz.
L'11 settembre 1917, in previsione del trasferimento da Trieste a Pola delle vecchie corazzate austroungariche Wien e Budapest, fu dislocato in agguato al largo di Parenzo, ma non avvistò le navi nemiche.
Nel 1918 il sommergibile, al comando del tenente di vascello Antonio Legnani, fu ridislocato a Porto Corsini.
Il 3 luglio lanciò un siluro contro un cacciatorpediniere austro-ungarico della classe Huszár, ma l'arma, difettosa, deviò dalla propria rotta e non colpì il bersaglio.
Operò anche nella ricerca ed individuazione di campi minati nemici nelle acque di Zara, Premuda, Scarda e della Dalmazia, missioni ad alto rischio.
Durante la guerra portò a termine in tutto 112 missioni.
Rimase in Alto Adriatico anche dopo la fine del conflitto, operando per qualche tempo in aree non ancora smobilitate e trascorrendo periodi ai lavori; in questo periodo fece base alternativamente a Pola e Venezia.
Il 1º ottobre 1925 fu assegnato alla Divisione Sommergibili; fu impiegato nell'addestramento e prese parte a gare di attacco e lancio siluri.
Il 23 marzo 1928 fu disarmato, dopo di che fu radiato e demolito.